# Herbert Knierim

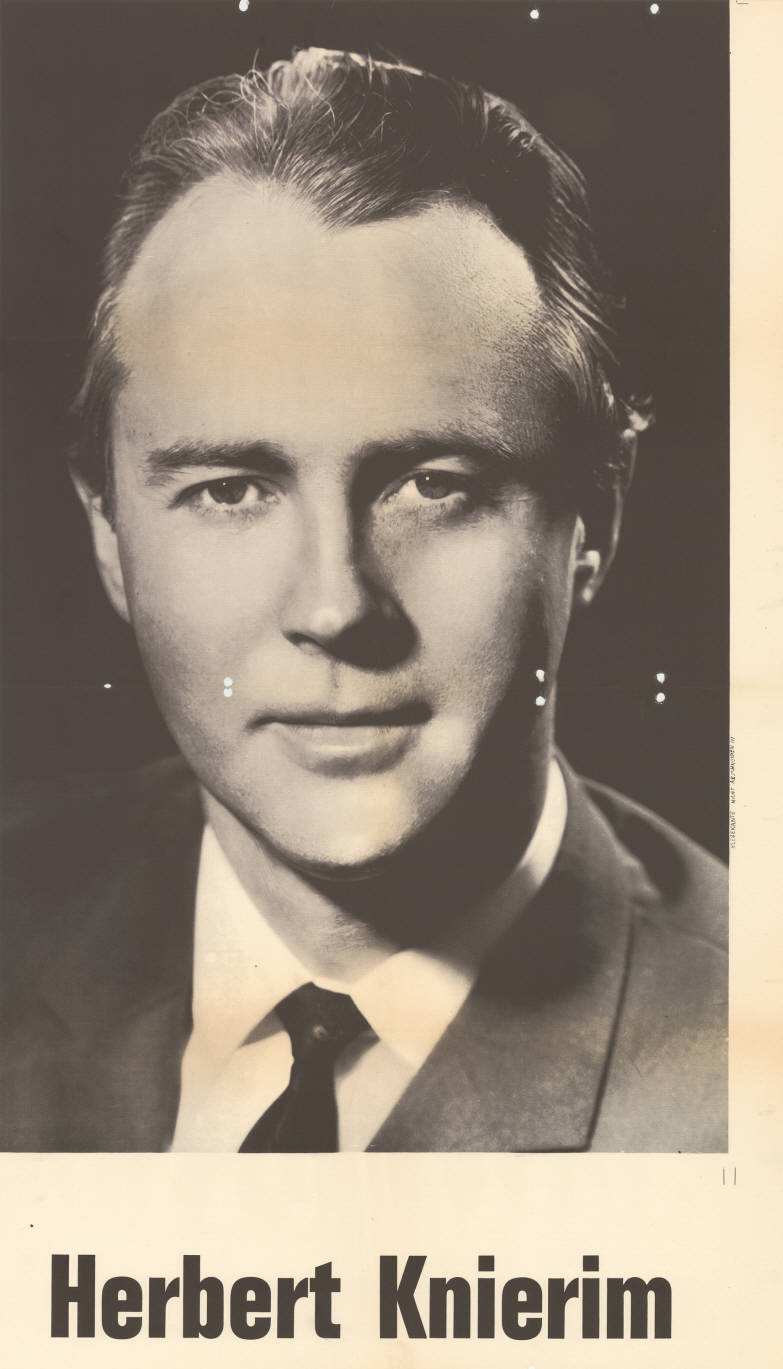
Herbert Knierim auf einem Wahlplakat

Herbert Knierim (* 21. Juli 1924 in Eschwege, Werra; † 24. August 2007) war ein deutscher Politiker der CDU.

## Ausbildung und Beruf
Herbert Knierim besuchte die Volksschule und das Gymnasium, an dem er das Abitur ablegte. Am 2. Oktober 1942 beantragte er die Aufnahme in die NSDAP und wurde rückwirkend zum 1. September desselben Jahres aufgenommen (Mitgliedsnummer 9.310.908). Von 1941 bis 1945 leistete er Kriegsdienst. Er nahm ab 1947 ein Studium der Rechts- und Staatswissenschaften auf und legte das Staatsexamen ab. Ab 1957 arbeitete er als Syndicus und Pressereferent in einem Landesverband der Bauwirtschaft. Knierim war auch als Wirtschaftsjurist und Schriftleiter zweier Bauzeitschriften in Düsseldorf tätig.

## Politik
Herbert Knierim wurde 1958 Mitglied der CDU. Er war Mitglied des Kreis- und Landeswirtschaftsausschusses der CDU Rheinland und Vorstandsmitglied der CDU Kreis Düsseldorf. Von 1961 bis 1963 fungierte er als Vorsitzender des Verwaltungsausschusses des Arbeitsamtes Düsseldorf. Er wirkte als Mitglied des Baukoordinierungsausschusses für den Bezirk Düsseldorf.
Herbert Knierim war vom 9. Oktober 1963 bis zum 23. Juli 1966 Mitglied des 5. Landtages von Nordrhein-Westfalen, in den er über die Landesliste einzog.